# Estación de Lyon-Gorge-de-Loup
La estación de Lyon-Gorge-de-Loup es una de las siete estaciones ferroviaria de la ciudad francesa de Lyon. Es una pequeña estación, antesala de la estación terminal de Saint-Paul pero con la ventaja de ser multimodal ya que enlaza con el metro de Lyon (línea D) y con la mayor estación de autobuses urbanos del oeste de la ciudad.
En la actualidad su tráfico ferroviario se limita a trenes regionales que cubren el oeste de la aglomeración lionesa como si fueran trenes de cercanías.

## Situación ferroviaria
La estación se encuentra en el PK 1,797 de la línea Lyon-St Paul - Montbrison. En sentido este es la última estación antes de llegar a Lyon-Saint-Paul. Un túnel de casi un kilómetro y medio permite superar la colina tras la cual se encuentra la estación terminal.

## Servicios ferroviarios

### Regionales
La estación sólo ofrece tráfico regional. Abarcando las siguientes ciudades:
- Línea Sain-Bel ↔ Lyon-Saint-Paul.
- Línea Lozanne ↔ Lyon-Saint-Paul.
- Línea Brignais ↔ Lyon-Saint-Paul.

## Conexiones
La estación está conectada con la línea D del metro de Lyon y con la mayor estaciones de autobuses urbanos del oeste de la ciudad. Aproximadamente doce autobuses urbanos y tres interurbanos acceden a ella. 